# Pourtalopsammia togata
Espèce
Pourtalopsammia togata est une espèce de coraux appartenant à la famille des Dendrophylliidae.